# Wilhelm von Heyck
Wilhelm von Heyck OSB, französisch Guillaume de Heck (* vor 1450 in Zwolle; † Januar, Februar oder 21. Oktober 1508 in Mechelen) war ein niederländisch-deutscher Geistlicher, 1490 bis 1508 (1504 durch einen Administrator ersetzt) Abt der Abtei Altmünster in Luxemburg, seit 1491 Prokurator der deutschen Provinz des Benediktinerordens und seit etwa 1493 Generalrichter und Generalvisitator der Römischen Kurie für den Orden. Er war auch Rat des Römisch-deutschen Königs Maximilian I.

## Leben

### Herkunft
Wilhelm de Heyck, der aus Zwolle stammte, trat in der Abtei Sint Paulus in Utrecht in den Benediktinerorden ein. Als Theologe war er bei Herzog Karl I. „dem Kühnen“ von Burgund († 1477) sehr angesehen. Dessen Schwiegersohn König Maximilian I. bestritt 1495 gegenüber der Kurie schriftlich, dass Wilhelm de Heyck sein Gesandter in Rom sei, bezeichnete den Abt von Luxemburg aber 1496 als „seinen Rat“.

### Abt von Altmünster

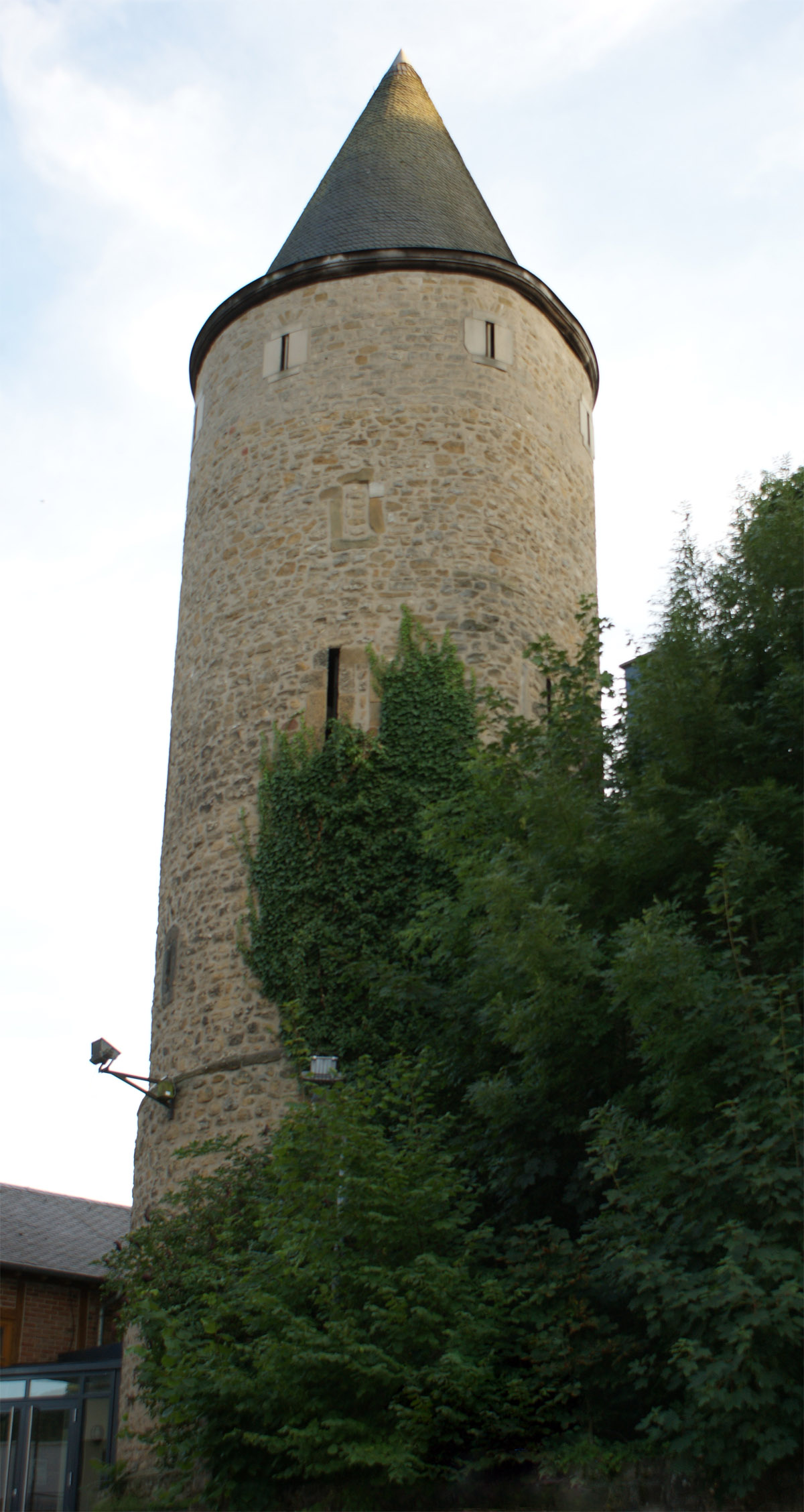
Münster-Turm Clausen aus dem 15. Jahrhundert; letzter erhaltener Gebäudeteil der Abtei Altmünster

Am 2. September 1490 wurde Wilhelm von Heyck mit Zustimmung von Weihbischof Johannes von Eindhoven (C.R.S.A.), Titularbischof von Azotus/Aschdod (1483–1508), dem der Trierer Erzbischof Jakob II. von Baden die Klosterverwaltung nach dem Tod des 19. Abtes Jakob de Fey († 1489) als Pfründe übertragen hatte, zum 20. Abt des Klosters Altmünster oberhalb Luxemburg-Pfaffenthal (heute: Stadtteil Clausen, Plateau Altmünster) gewählt. Er fand Anerkennung in Rom, aber der luxemburgische Statthalter Markgraf Christoph I. von Baden, der Vater des Trierer Erzbischofs, und das Parlament in Mechelen brachten die Mönche des Klosters gegen ihn auf.
Wie Weihbischof Johann von Eindhoven, der Echternachter Abt Robert von Monreal († 1539), aber z. B. auch der Maler Hieronymus Bosch, war „her Willem van Heyck abt van Lutcemborch“ (ab 1503/04) geschworenes Mitglied der marianischen Illustre Lieve Vrouwe Broederschap zu ’s-Hertogenbosch.

### Prokurator der deutschen Ordensprovinz
Das Generalkapitel des Jahres 1490 der benediktinischen Bursfelder Kongregation, das im Kloster St. Jakob bei Mainz zusammentrat (Ordensprovinzen Trier, Köln und Mainz), nominierte Abt Guilelmus de Heyck am 8. Januar 1491 bei Papst Innozenz VIII. als „Kardinalprokurator“ der drei Kapitel der Allamania (Alemania; deutsche Ordensprovinz) und erbat die Befugnis, Steuern erheben zu können. Der Eingang des Gesuches wurde vom päpstlichen Referendar Felino Maria Sandei am 3. Februar 1492 bestätigt.

### Generalrichter der Kurie
Wilhelm von Heyck wurde als Reformator, Visitator, Korrektor und Generalrichter des Benediktinerordens an den Heiligen Stuhl in Rom delegiert. In Rom trug sich „Wilhelmus de Heyck de Zvollis abbas Lutzemburgensis, procurator ordinis s. Benedicti per Allemaniam“ in das Bruderschaftsbuch der Santa Maria dell’Anima ein und spendete ihr einen Rheinischen Goldgulden.
Im Juni 1493 nahm „Wilhelmus de Heyck“ in der Kirche San Lorenzo in Damaso im römischen Stadtteil Pavione das Versprechen des Middelburger Bürgers Willem Pietersz., Sohn des Pieter Ægidiusz. aus Gapinge (Wilhelmus Petrus Egidius’ zoons zoon van Gapingen), entgegen, der Anima in Rom („Compassionis Virginis gloriose Marie in Campo Sancto (erg.: Teutonico) de Urbe“) 1⁄3 der Einnahmen einer in Middelburg zu gründenden marianischen Gemeinschaft zu überlassen. Im Oktober 1493 schickte Guillaume de Heyck, Abt von Notre-Dame von Luxemburg, auch Münster genannt, Diözese Trêves (Trier), einen Brief an Antoine de Glymes-Berghes († 1531) (ein Bruder von Fürstbischof Heinrich von Glymes und Berghes), der sich mit Unterstützung des Landesherrn Erzherzog Philipp von Österreich letztlich erfolgreich darum bemühte, der 67. Abt der Abtei Saint-Bertin zu werden. Heyck informierte über seine Aufgaben als Prokurator der Abtei am Hof von Rom und die Anfechtung der 1492 erfolgten kanonischen Wahl von Jacques du Val zum 66. gewählten, aber nicht bestätigten (1493 zurückgetretenen) Abt Jacques IV. Duval († 1497) des Klosters. Er kündigte an, Antoine von Glymes und Berghes die notwendigen Auslagen für das Erwirken aller Dispense und Bestätigungen in Rechnung zu stellen.
Bei der Papstmesse am Aschermittwoch (4. März) 1495 in der Titelkirche Santa Sabina all’Aventino (capella majoris) gab er sich gegenüber dem Hausherren Kardinal Johannes de la Grolaye de Villiers OSB († 1499), Abt von Saint Denis, laut Tagebuch des Apostolischen Protonotars Johannes Burckard fälschlich (false) als Gesandter (orator) König Maximilians I. aus und beanspruchte so einen Platz.
Auf dem Anfang September 1495 im St. Jakobskloster vor Mainz tagenden Jahreskapitel der Bursfelder Kongregation verzichtete Wilhelm von Heick, Abt des Marienklosters in Luxemburg, nach zweitägig ausgetragenen Differenzen auf seine anfangs geltend gemachten Ansprüche auf die Stellung eines Visitators. Er hatte zuvor zwei Erlasse Papst Alexanders VI. vom 21. Februar 1493 und 24. Juli 1494 betreffend die Visitation der Benediktinerklöster vorgelegt.
Am 24. April (Jubilate) 1496 nahm Wilhelm de Heyck am Provinzialkapitel in Groß St. Martin in Köln teil. Am 1. Juli 1496 beurkundete er, dem Abt Simon von der Leyen († 1512) der Abtei Maria Laach und seinem Konvent zwölf rheinische Gulden zu schulden, die dieser ihm beim letzten Provinzialkapitel 1496 auf Veranlassung der Äbte Gérard III. von Halin (reg. 1483–† 1500) von St. Jakob zu Lüttich, Antonius Grimholt (reg. 1484–† 1517) von Kloster Werden, Adam Meyer von St. Martin zu Köln und Thilmann von Prüm (reg. 1479–† 1504) von der Abtei Mettlach vorgestreckt hatte. Papst Alexander VI. hatte den römischen Prokurator des Provinzialverbandes Köln-Trier mit der Visitation und Reformation verschiedener benediktischer Männer- und Frauenklöster beauftragt; der Auftrag erstreckte sich schließlich auch auf Terziarengemeinschaften. Abt Wilhelm zu Luxemburg subdelegierte den Auftrag bezüglich der Klöster Weerselo, Rijnsburg und Oudwijk in der Diözese Utrecht an die Äbte von Groß St. Martin, Werden, St. Paul in Utrecht und St. Matthias bei Trier.

### Konflikt mit dem Kölner Erzbischof um die Abtei Brauweiler
Nach der Brauweiler Chronik vermittelte Abt Wilhelm zu Luxemburg, der sich selbst Hoffnungen auf die Nachfolge machte, 1496 direkte Verhandlungen zwischen der Kurie und Abt Adam II. von Münchrath (reg. 1483–1496; † 1502) der Abtei Brauweiler über dessen Abdankung gegenüber Rom. Nach Intervention des Kölner Erzbischofs Hermann IV. von Hessen, wurde Abt Adam II. durch die Äbte von Deutz, Groß St. Martin und St. Pantaleon zum direkten Rücktritt gegenüber dem Erzbischof veranlasst.
Drei Jahre später schickte Wilhelm von Heyck Erzbischof Hermann IV. von Köln und den Hildesheimer Äbten Johannes Löff (reg. 1486–† 1521) von St. Michaelis und Henning Kalberg (reg. 1493–† 1535) von St. Godehard die Bulle Quanta in Dei ecclesia ad salutem animarum des Papstes Innozenz VIII. vom 6. März 1489, in der sehr massiv zur Reformation der Klöster aufgerufen wurde, zur Kenntnis.

### Generalvisitator und Klosterreformator
Wilhelm de Heyck wurde mit der Visitation der ultramontanen (jenseits der Alpen gelegenen) Klöster beauftragt. Im Juni 1496 versichert er Markgraf Friedrich V. von Brandenburg-Ansbach-Kulmbach der Anteilhabe an den geistlichen Gütern seines Klosters (Kloster Heilsbronn). Das Kloster Benediktbeuern wurde im Juli 1496 durch den päpstlichen Generalvisitator Wilhelm von Heyck visitiert. Heyk versuchte, einen Anschluss an die Klosterreform der Bursfelder Kongregation zu erreichen. Bei der anschließenden Visitation in Kloster Andechs erlaubte der Generalvisitator Heyck eine Reduktion der Jahrtagsstiftungen und eine Reduzierung der Gebete.
Am 24. Juli 1496 erhielt der Visitator Wilhelm von Heyck im Kloster Tegernsee 12 Gulden Dispensgebühr vom Benediktbeurener Abt Narcissus Paumann (reg. 1483–† 1504). Die von Heyck vermittelte Bestätigungsbulle der Klosterprivilegien durch Papst Alexander VI. vom 26. Oktober 1496 kostete weitere 20 Gulden. Am 24. Juli 1496 beauftragte Papst Alexander VI. Abt William de Heyck, das Kloster St. Maria in Ettal zu reformieren. Ghysbertus de Boëmel, Kleriker der Diözese Utrecht, war bei solchen Verfahren oft als apostolischer Notar für Wilhelm de Heyck tätig.

### Rückkehr nach Rom
König Maximilian I. empfahl dem Papst Alexander VI. „seinen Rat“, den Abt des Benediktinerklosters Luxemburg, der sich bisher vergebens um die Freiheit seiner Kirche bemüht habe, welche einige Leute gegen die Concordata der Deutschen Nation durch Pensionen (Zahlungsforderungen) beschweren; der Abt kehre jetzt (September 1496) nach Rom zurück, um die Sache seines Klosters und anderer Klöster zu betreiben. Der Papst möge den Abt gnädig behandeln.
1497/98 unterstützte der Abt von Luxemburg (Abbas Lucelburgensis), Prokurator „der ganzen Allemannia“, den Prior Johannes von Wienna († 1499) von Stift Göttweig und den Göttweiger Agenten Magister Rupert Spiegel, die für Abt Matthias I. Schachner (reg. 1489–† 1507) an der Kurie einem Prozess mit dem Bischof von Passau Christoph von Schachner führten, der nach der Vermutung des Priors die Absicht verfolgte, im Kloster Gottweig zu residieren.
Dem Abt Walter (Wolter) Vechel (reg. 1495–1504) des Klosters Cismar in Grömitz, dem Prior Pater Timotheus II. des Karthäuserkonvents Marienehe in Rostock und Johannes von Thun, Dekan der Kollegiatkirche Güstrow übertrug Wilhelm de Heyck, Abt des Luxemburger Marienklosters und Visitator und Reformator des Benediktiner- und Cluniazenser-Ordens mit Bezug auf eine Bulle Alexanders VI. von 24. Juli 1494 im Januar 1498 die Visitation und Reformation der Klöster Dobbertin und Rühn in Mecklenburg. Im Februar 1498 transsumiert Wilhelm de Heyck, Abt des Luxemburger Marienklosters und vom Papst delegierter Klosterreformator, eine Bulle Papst Innozenz VIII. vom 3. März 1492 betr. die Reformation der Nonnenkloster Klaarwater (Clara aqua) bei Hattem im Bistum Utrecht und Syloë im Bistum Münster in Ostfriesland, die Geschwisterschaften mit Klöstern in der Trierer und Münsterschen Diözese unterhielten.
Am 7. Januar 1500 beauftragt Papst Alexander VI. den Abt des Klosters Beatae Mariae in Luxemburg, den Johann Wedemer († 1501) aus dem Benediktinerkloster St. Vinzenz zu Beinwil in der Diözese Basel als Abt des Klosters Chorin einzusetzen. Im September 1500 korrespondierte Wilhelm von Heyck, Abt zu Luxemburg und Generalkommissar des Benediktinerordens, aus Rom mit Graf Wilhelm IV. von Henneberg-Schleusingen wegen Geschäftsgang und Kosten für die Verleihung der Pontifikalinsignien für Kloster Veßra und einen Ablass für die Kirche zu Grimmenthal. Im Oktober 1500 erlaubte Abt Wilhelmus Heyck von Lutzenburg, vom Heiligen Stuhl abgeordneter Generalrichter, dem Máté Tolnai OSB (reg. 1500–† 1534), Erzabt des Klosters Sancti Martini in Monte Pannonie (deutsch Martinsberg, ungarisch Győrszentmárton, slowakisch Rábsky Svätý Martin) dreimal in der Woche Fleisch zu essen und im Winter, solange es seine Schwäche erfordert, innen (von außen nicht sichtbar) mit Fuchspelz gefütterte Kleidung zu verwenden.
Nach dem Tod des Bischofs Michael Sculteti (reg. ab 1500; † 4. November 1500) in Rom versuchte Georg Truchseß Vogt zu Soldau, der Gesandte des Hochmeisters in Rom, dem Deutschen Ordens das Bistum Kurland zu erhalten. Er berichtete, dass „sich der abt von Lutzenberck und Joans Burckarde von Straszburg nach bemelbten bistumb geerbeyt“ um einen jährlichen „suspens“ von dort zu erhalten.

### Aufenthalt im Gebiet der heutigen Schweiz
Im April 1501 hielt sich „Wilhelm von Heuck“, Abt des Benediktinerklosters St. Marien in Luxemburg, in Sitten auf. Der neu ernannte Bischof von Sitten war der einflussreiche Matthäus Schiner. In Sitten transsumierte Heyk eine Bulle Papst Alexanders VI. von 24. März 1499: Durch sie wurden die Frauenklöster („Süsterhäuser“) Marienbusch bei Zwolle, Steterburg, Heiningen, Berich, Hildesheim und Eldagsen dem Visitations- und Aufsichtsrecht der Prioren von Windesheim, Sülte, Wittenburg, Böddeken, Möllenbeck unterstellt und ihnen erlaubt, nach der Regel der Windesheimer Kongregation zu leben, deren Kleiderordnung vorgeschrieben ist.
Valerius Anshelm, ein Anhänger der Berner Reformation, berichtete in seiner Berner Chronik, von dem Jubeljahr-Ablass des Papstes Alexander VI. an die Eidgenossenschaft, der 1501 durch den Benediktinerordensgeneral, den Abt von Lutzenburg, verkündet wurde. Am 25. Juli 1501 erschien der Prior des Klosters zum Hl. Geist in Rom – gemeint ist wohl der Ablasskommissar Francesco Tripontino – auf einer Tagsatzung in Baden und teilte mit, es sei ihm und dem Abt von Lützelburg aufgetragen, einen Ablass in der Eidgenossenschaft zu verkünden und mit Hilfe einer weltlichen Macht die Klöster zu visitieren; der Abt wolle auch eine Bestätigung des Bischofs von Konstanz. Aber nur das romtreue Bern nahm den Abt auf. Über den Bischof von Konstanz veranlasste Wilhelm von Heyck ein Zirkularschreiben an alle Pfarrkirchen des bernischen Gebietes. Mit Zustimmung der Äbtissin Katharina Hoffmann (reg. 1472–1506) von Bern habe er das nahegelegene Kloster Fraubrunnen reformiert. Der „ablasskrämer und nunnenvisitierer“ habe über seinen promovierten „factor commissari … heilig geists ordens“ (gemeint ist der Doktor beider Rechte Tripontino) einen Dominikaner-Kaplan (Ghysbert van Boëmel?) als Fälscher von Bullen und Briefen beschäftigt.
1503 führte „Guillaume I. Heck (de Decka, de Arcum), abbé de Munster“ die Markgräfin Otilie von Baden, geb. Gräfin von Katzenelnbogen, die Mutter des Trierer Erzbischofs Jakob II., unter den Gläubigen auf, die an den Andachten und Gebeten der Klöster seines Ordens teilnahmen und damit Anteil an deren Verdiensten hatten.

### Gefangennahme auf einem Provinzialkapitel in Köln wegen konkurrierendem Ablasshandel
Wilhelm Heck, Abt von Münster in Luxemburg, hielt auf dem Provinzialkapitel der kölnisch-trierischen Provinz in Köln am 23. April 1504 eine Predigt Attendite ad petram unde excisi estis (= Schaut auf den Felsen, aus dem ihr gehauen seid) (Jes 51,1 ). Auf dem Kapitel beschuldigte der Prokurator des päpstlichen Kardinallegaten für Deutschland und Ablasskommissars Raimund Peraudi zu Gurck, Wilhelm Heck, sich zu Unrecht nicht nur als Generalvisitator und Reformator des Benediktinerordens ausgegeben und dadurch von mehreren Klöstern größere Geldsummen erpresst zu haben, sondern auch als päpstlicher Legat aufgetreten zu sein und trotz des Jubiläumsablass im Heiligen Jahr (1500) päpstlichen Segen gespendet, und Ehedispense von Blutsverwandtschaft und Verschwägerung gewährt zu haben. Die Versammlung beschloss, Heyck in einem Zimmer des Klosters Groß St. Martin zu Köln festzuhalten und zu bewachen, bis der Heilige Stuhl über den Fall befunden habe oder er sich von den gegen ihn erhobenen Anschuldigungen genügend expurgiert habe.
Daraufhin beklagte sich der Abt von Luxemburg (Wilhelm von Heyck) beim Rat der Stadt Köln, dass er ohne Erlaubnis des Rates und ohne Rechtsgrundlage unter Mithilfe des Abtes von Groß St. Martin Heinrich Schmising (van der Lippe) (reg. 1499-† 1505) überwältigt und in Groß St. Martin eingekerkert wurde, obwohl er bereit war, sich den gegen ihn gerichteten Anschuldigungen in Köln zu stellen. Er forderte den Rat dringlich auf, solche Gewalttaten in der kaiserlichen freien Stadt nicht zu dulden, zumal er auch als Rat und Diener des Römisch-deutschen Königs (der roem. koen. mt. = Majestät; Maximilian I.) und seines Sohnes, des „durchleychtigen“ Prinzen Erzherzogen Philipp, und als Vorsitzender des Kapitels des Benediktinerordens (oeverster des ordens van gemeynem capittell) nach Köln gekommen sei, um dort das Pontifikalamt zu feiern und während des Jubeljahres (1500) zu predigen, wie er es nach Ausweis von Brief und Siegel zur Ehre des gesamten Ordens auch getan habe. Neben dem Abt von Groß St. Martin sei auch der Abt von St. Heribert zu Deutz, Herr Gerlach II. von Breitbach (reg. 1491–† 1512) handgreiflich daran beteiligt gewesen; er habe den Abt von Luxemburg nach dessen Aussage mit beiden Armen umklammert und ihm dabei 5 „bescheidene Gulden“ aus dem Gewand (uys synem boisem) entwendet. Die königlichen Gesandten Johannes Rebler, Lehrer der Rechte, und Rechenmeister (Finanzminister) Nicasius Hackeney d. J. (* um 1463; † 1518) verwandten sich für den Abt von Luxemburg, und veranlassten den Stadtrat, diesen vor Gewalt zu bewahren und Protest einzulegen.

### Befreiung aus der Gefangenschaft durch den Kölner Stadtrat
Der Rat der Stadt Köln „mit den Freunden und den Schickungen aus allen Räten und den Vierundvierzigern“ ließ den „abt von Lutzenberg“ auf freien Fuß setzen („yme uff die beyne verhelffen, doch nyet geweltlich und dat overmitz demgenen smit (= und zwar durch denselben Schmied), der yn in die fesser (= Eisen) gesmit hatte“) und beschloss: Weil Laien nach den Gesetzen des Rates dafür ihren Kopf verwirkt hätten und der Rat solcher Gewalttaten bei Geistlichen, bei denen diese Gesetze nicht anwendbar sind, Herr werden will, darf künftig der Abt von Deutz die Stadt nicht mehr betreten und soll den Schutz der Stadt verloren haben; den Fährleuten soll verboten werden, ihn über den Rhein zu fahren. Ebenso haben der Abt und der Konvent von Groß St. Martin den Schutz der Stadt und alle Back-, Brau- und sonstigen Vorrechte verloren; den Rentmeistern soll untersagt werden, ihnen irgendwelche Freiheiten zu gewähren. Der Beschluss soll solange in Kraft bleiben, bis beide Äbte dem Rat für ihre Gewalttat Genugtuung geleistet und sich entschuldigt haben. Am 23. Mai informierte Köln seinen Gesandten in Rom über den Vorgang.
Wegen der Befreiung des in einer Zelle des Kölner Klosters St. Martin wegen unbefugter Ablassverkündung während des Jubeljahres, widerrechtlicher Kloster Revisoren, Fälschungen und andere Ursachen gefangenen Abtes von St. Maria in Luxemburg „Wilh[elm] de Heye“ gelegentlich des am 23. April 1504 abgehaltenen Provinzialkapitels wurde 1504 bis 1506 vor Magister Ludolph van Been (de Veno) († 1508), Doktor beider Rechte, Domdechant zu Utrecht, als päpstlichem Kommissar ein Zivilprozess zwischen den Äbten der Benediktinerprovinz, Bürgermeister Johann von Reidt (1472–1535) und anderen Kölner Ratsherren geführt.
Am 14./15. Januar 1506 nahm „Guillaume, abbé de Munster en Luxembourg“ OSB bei den Exequien für Isabella I. „die Katholische“ von Kastilien, Schwiegermutter der Margarete von Österreich, einer Tochter Maximilians I., in Brüssel am Trauerzug teil, wobei er als Abt eine Mitra trug.

### Anklage vor dem Großen Rat der Burgundischen Niederlande
Von verschiedenen Äbten wurde Wilhelm de Heyck vorgeworfen, bei den Visitationen bestechlich gewesen zu sein (pro praestico obsequio pecuniae summam extorquens (= Erpressung einer großen Geldsumme für bereitwillige Nachgiebigkeit)). Als Wilhelm von Heyk seine Gegner exkommunizieren lassen wollte, wurde er von ihm feindlich gesonnenen Prälaten im Auftrag des Generalkapitels von 1506, das bei Mainz tagte, vor den Großen Rat von Brabant unter seinem Präsidenten Jean Carondelet (1469–1545), Dekan des Domkapitels Besançon (decano Bysuntino), auf Schadenersatz bzw. Begleichung seiner Schulden (ut debita, quibus patribus ordinis et unionis obligatur, legaliter solvat) verklagt und starb während der Verhandlungen in Mechelen. Nach einer Notiz bei Johannes Trithemius starb er, während Maximilian I., der am 4. Februar 1508 den Kaisertitel annahm, (noch) als Römisch-deutscher König amtierte (sub Maximiliano rege romanorum anno 1508). Das Totenbuch der Abtei Altmünster erinnert – angesichts der früheren Installation seines Nachfolgers vielleicht ungenau – als Todestag an den 21. Oktober 1508.
Johannes de Helmond († 1517) aus ’s-Hertogenbosch, ab 1508 Titularbischof von Syon (Trierer Weihbischof), wurde 1499 Cellerar, 1504 vom Provinzialkapitel als monasterii Luxenburgensis administrator eingesetzt und schließlich am 26. Juni 1508 Heycks Nachfolger als 21. Abt von Altmünster. 1510 entschuldigt sich Abt Johann für sein Nichterscheinen beim Provinzialkapitel in Werden und beauftragte den Mettlacher Abt Egbert von Alsteden (reg. 1504–† 1518) mit seiner Vertretung. 1511 wurde Johannes von Helmont durch das Annalkapitel der Bursfelder Kongregation als Abt der Altmünsterabtei anerkannt.

## Literarisches Werk
Trithemius erweiterte am 20. Juni 1509 seine 1492 für den Erstdruck abgeschlossene Handschrift von Catalogus illustrium virorum Germaniae um
einen Eintrag zu „Wilhelmus Heyk … abbas monasterii Lutzelburgensis (= Abt des Münsters/Klosters in Luxemburg)“. Der Abt Guillaume Heyck hatte sich wie Trithemius für die Lehre von der Unbefleckten Empfängnis Marias ausgesprochen. Nach Angabe von Trithemius verfasste Wilhelm von Heyck kleinere Texte (opuscula) gegen den makulistischen Dominikaner Wigand, d. i. Wigand Wirt (Cauponis) (1460–1519) in Frankfurt am Main, einen Gegner der Lehre von der Unbefleckten Empfängnis Mariens und beteiligte sich so an der durch die Veröffentlichung der Schrift De laudibus sanctissimae matris Annae ausgelösten Debatte. Darüber hinaus beschrieb er zeitgenössische Ereignisse: Am 1. Februar 1492 wurde in Rom im Triumphbogen der Helenakapelle der Basilika Santa Croce in Gerusalemme hinter einem Ziegel mit der Aufschrift TITVLVS CRVCIS die Reliquie der Kreuzesinschrift wieder aufgefunden: De inventione tituli triumphalis. De expugnatione regni Granatae bezieht sich wohl darauf, dass am 2. Januar 1492 das Emirat von Granada von den Katholischen Königen erobert wurde. Die Schrift De pace ecclesiae setzt sich vielleicht mit der Vorstellung vom Gottesfrieden auseinander oder erinnerte an die Wahl von Papst Martin V. am 11. November 1417 durch das Konzil von Konstanz bzw. dessen Anerkennung 1429, mit der das Abendländische Schisma endete.

## Werke
Schriftenverzeichnis bei Trithemius (1509)
- „Kleinigkeiten“ (opuscula) gegen den Dominikaner Wigand, einen Gegner der „Unbefleckten Empfängnis Mariens“, 1 Buch
- An den Bischof von Cambrai – vermutlich Heinrich von Glymes und Berghes (reg. 1480–† 1502) – De inventione tituli triumphalis (= Über die Auffindung der Kreuzesinschrift), 1 Buch
- De expugnatione regni Granatae (= Zur Eroberung des Königreichs Granada), 1 Buch
- De pace ecclesiae (= Vom Kirchenfrieden), 1 Buch

weitere Werke
- Sermo (Predigt) Attendite ad petram unde excisi estis auf dem Provinzialkapitel in Köln, 1504.[60]